# Aethecerus uliae
Aethecerus uliae là một loài tò vò trong họ Ichneumonidae.